# Raphael Rowe
 (janvier 2021).
La mise en forme du texte ne suit pas les recommandations de Wikipédia : il faut le « wikifier ».
Les points d'amélioration suivants sont les cas les plus fréquents. Le détail des points à revoir est peut-être précisé sur la page de discussion.
- Les titres sont pré-formatés par le logiciel. Ils ne sont ni en capitales, ni en gras.
- Le texte ne doit pas être écrit en capitales (les noms de famille non plus), ni en gras, ni en italique, ni en « petit »…
- Le gras n'est utilisé que pour surligner le titre de l'article dans l'introduction, une seule fois.
- L'italique est rarement utilisé : mots en langue étrangère, titres d'œuvres, noms de bateaux, etc.
- Les citations ne sont pas en italique mais en corps de texte normal. Elles sont entourées par des guillemets français : « et ».
- Les listes à puces sont à éviter, des paragraphes rédigés étant largement préférés. Les tableaux sont à réserver à la présentation de données structurées (résultats, etc.).
- Les appels de note de bas de page (petits chiffres en exposant, introduits par l'outil «  Source ») sont à placer entre la fin de phrase et le point final[comme ça].
- Les liens internes (vers d'autres articles de Wikipédia) sont à choisir avec parcimonie. Créez des liens vers des articles approfondissant le sujet. Les termes génériques sans rapport avec le sujet sont à éviter, ainsi que les répétitions de liens vers un même terme.
- Les liens externes sont à placer uniquement dans une section « Liens externes », à la fin de l'article. Ces liens sont à choisir avec parcimonie suivant les règles définies. Si un lien sert de source à l'article, son insertion dans le texte est à faire par les notes de bas de page.
- La présentation des références doit suivre les conventions bibliographiques. Il est recommandé d'utiliser les modèles {{Ouvrage}}, {{Chapitre}}, {{Article}}, {{Lien web}} et/ou {{Bibliographie}}. Le mode d'édition visuel peut mettre en forme automatiquement les références.
- Insérer une infobox (cadre d'informations à droite) n'est pas obligatoire pour parachever la mise en page.

Pour une aide détaillée, merci de consulter Aide:Wikification.
Si vous pensez que ces points ont été résolus, vous pouvez retirer ce bandeau et améliorer la mise en forme d'un autre article.
Pour les articles homonymes, voir Rowe.
Raphael Rowe, né le 11 mars 1968, est un journaliste et présentateur britannique, qui a été condamné à tort en 1990 pour un meurtre en 1988 et une série de vols aggravés dans le cadre du M25 Three. Après environ douze ans d'incarcération, ayant toujours proclamé son innocence, ses condamnations ainsi que celles de ses deux coaccusés, Michael George Davis et Randolph Egbert Johnson, ont été jugés « dangereuses » en juillet 2000 et ont tous trois été libérés.

## Jeunesse
R. Rowe est né dans le sud-est de Londres d'un père jamaïcain et d'une mère britannique. Il a trois sœurs aînées.

## Condamnations
Aux premières heures du 16 décembre 1988, trois hommes masqués, l'un armé d'un couteau, un autre d'une arme à feu, ont battu et ligoté un couple homosexuel, Peter Hurburgh et Alan Eley, qui avaient des relations sexuelles dans une voiture garée dans un champ. Au cours de l'attaque, P. Hurburgh est mort d'une crise cardiaque. Plus tard dans la matinée, ils ont commis deux vols dans des domiciles et ont poignardé l'un des occupants, Timothy Napier, 40 ans,. R. Rowe et M. Davis ont ensuite été arrêtés le matin du 19 décembre et R. Johnson le 6 janvier 1989. Ils ont été surnommés le M25 Three par les médias, en raison des lieux des crimes. Ils ont été interrogés pendant trois jours. Les victimes ont déclaré qu'il y avait deux auteurs blancs et un noir; cependant, les trois accusés étaient noirs. Ils avaient également décrit un agresseur aux yeux bleus et aux cheveux blonds, une description qui ne correspondait à aucun des trois accusés. La petite amie de R. Rowe au moment de l'attaque, Kate Williamson, a témoigné contre lui au procès. Plus tard, elle lui a envoyé une lettre en prison admettant et s'excusant d'avoir menti. En mars 1990, les trois hommes ont été condamnés à la réclusion à perpétuité sans libération conditionnelle à Old Bailey pour meurtre et vol qualifié,.

### Appel et libération
En 1994, Davis et Rowe ont introduit une requête auprès de la Cour européenne des droits de l'homme (CEDH). Outre les erreurs et autres éléments de preuve retenus avant le procès, il n'avait pas été révélé aux avocats de R. Rowe que le principal témoin à charge, Norman Duncan, était un criminel connu avec des condamnations antérieures et, avant le procès, était devenu un informateur de la police,. , Le 16 février 2000, la CEDH a rendu son jugement et a conclu à la violation de l'article 6 (1) de la CEDH, le droit à un procès équitable. En 1999, la Commission d’examen des affaires pénales a renvoyé l’affaire M25 Three à la cour d’appel et, le 17 juillet 2000, R. Rowe et ses complices ont été acquittés et libérés,. Rowe a toujours maintenu son innocence et a déclaré qu'il croyait que la police avait conspiré avec des témoins.

## Carrière
Au cours de son incarcération, Raphael Rowe a étudié le journalisme dans le cadre d'un cours par correspondance et, à sa libération, a rejoint la BBC au début de 2001 en tant que reporter pour BBC Radio 4.
En 2003, Rowe a commencé à présenter divers programmes de la BBC et, en 2006, a rejoint BBC One Panorama. Son documentaire Panorama sur la condamnation de Barry George pour le meurtre de Jill Dando a été considéré comme un facteur important dans son éventuel acquittement. Il est devenu indépendant en 2016 et en 2017, il était l'une des célébrités qui ont parcouru le Camino de Santiago en Espagne pour la série BBC Two, Pilgrimage: The Road to Santiago.
Rowe est actuellement journaliste dans la série BBC One The One Show et Sunday Morning Live. Il présente la série documentaire britannique Inside the World's Toughest Prisons (en), diffusée sur Netflix, depuis la deuxième saison. En août 2020, il a publié son podcast Second Chance.
Ses mémoires et autobiographie, Notorious, ont été publiés en décembre 2020,. Il a attribué son succès en tant que journaliste à sa condamnation et à son incarcération pour un crime qu'il n'a pas commis.

## Vie privée
R. Rowe sortait avec une fille avant d'être incarcéré. Il a déclaré qu'ils avaient repris contact 2 mois après sa libération. Ils ont eu leur premier enfant à l'été 2004.
Il a déclaré en 2000 qu'il avait un fils d'une relation antérieure, né à peu près au moment de son arrestation, qu'il n'avait jamais rencontré avant sa libération. Rowe a déclaré que son fils hésitait à le voir en raison des accusations portées contre lui.